# Yasutarō Matsuki
Yasutarō Matsuki (松木 安太郎 Matsuki Yasutarō?,  nacido el 28 de noviembre de 1957 en Tokio) es un exfutbolista japonés que se desempeñaba como defensa.
Matsuki jugó 11 veces para la Selección de fútbol de Japón entre 1984 y 1986. Matsuki fue elegido para integrar la selección nacional de Japón para los Juegos Asiáticos de 1986.

## Trayectoria

### Clubes
| Club    | País  | Año         |
| ------- | ----- | ----------- |
| Yomiuri | Japón | 1973 - 1990 |

### Selección nacional
| Selección | País  | Año         |
| --------- | ----- | ----------- |
| Absoluta  | Japón | 1984 - 1986 |

## Estadística de equipo nacional
| Selección de Japón | Selección de Japón | Selección de Japón |
| Año                | Part.              | Goles              |
| ------------------ | ------------------ | ------------------ |
| 1984               | 3                  | 0                  |
| 1985               | 6                  | 0                  |
| 1986               | 2                  | 0                  |
| Total              | 11                 | 0                  |

## Palmarés

### Títulos nacionales
| Título                   | Club    | País  | Año       |
| ------------------------ | ------- | ----- | --------- |
| Copa Japan Soccer League | Yomiuri | Japón | 1979      |
| Japan Soccer League      | Yomiuri | Japón | 1983      |
| Japan Soccer League      | Yomiuri | Japón | 1984      |
| Copa del Emperador       | Yomiuri | Japón | 1984      |
| Copa Japan Soccer League | Yomiuri | Japón | 1985      |
| Copa del Emperador       | Yomiuri | Japón | 1986      |
| Japan Soccer League      | Yomiuri | Japón | 1986-1987 |
| Copa del Emperador       | Yomiuri | Japón | 1987      |

### Distinciones individuales
| Distinción                  | Año       |
| --------------------------- | --------- |
| Japan Soccer League Best XI | 1983      |
| Japan Soccer League Best XI | 1984      |
| Japan Soccer League Best XI | 1986-1987 |